# Tremblaya oleae
Tremblaya oleae är en stekelart som först beskrevs av Filippo Silvestri 1915.  Tremblaya oleae ingår i släktet Tremblaya och familjen sköldlussteklar. Inga underarter finns listade i Catalogue of Life.